# 晉祺
晉祺（1846年3月9日（道光二十六年二月十二）—1900年3月5日（光緒二十六年二月初五）），滿洲愛新覺羅氏。克勤郡王岳托後裔、克勤恪郡王承碩之孫、克勤敬郡王慶惠長子，第八任克勤郡王（鐵帽子王之一）（1861年－1900年）。
咸豐十一年（1861年）十一月父親慶惠薨逝，晉祺承襲克勤郡王爵位。晉祺歷任（管理）鑲白旗漢軍都統、後扈大臣、領侍衛內大臣、總理行營事務大臣等職位。光緒十五年（1889年），光緖帝大婚，晉祺任宗人府左宗人、正藍旗滿州都統，加親王銜。光緒二十年（1894年），慈禧太后萬壽，賜晉祺四團龍補服，並每年加歲銀二千。光緖十九年（1893年）八月轉任宗人府右宗正，到二十六年（1900年）薨逝，朝廷賜予諡號為「誠」，由次子崧杰襲爵為克勤郡王。

## 家族
- 父：克勤敬郡王慶惠
- 母：側福晉吳佳氏[1]
- 妻妾：[1]
  - 嫡福晉林古特氏，林古忒氏曾因患腿疾數次不能前往先蠶壇陪祀，又曾患受暑之症。中國第一歷史檔案館有藏光绪三十一年三月二十五日禮部《为克勤诚郡王晋祺之嫡福晋林古特氏病故传行世子郡王以下奉恩将军以上齐集事致宗人府》。
  - 側福晉佟佳氏，中國第一歷史檔案館有藏光绪七年四月克勤郡王门上《为查明克勤郡王之庶福晋佟佳氏生第三子取名崧煃事》，以及光緒十一年十二月二十日禮部《為知照多羅慶郡王之側室合佳氏、多羅克勤郡王之側室佟佳氏康佳氏封為側福晉事致內務府》。
  - 側福晉康佳氏，中國第一歷史檔案館有藏光绪七年八月克勤郡王门上《为查明克勤郡王之庶福晋康佳氏生第四格格事》，以及光緒十一年十二月二十日禮部《為知照多羅慶郡王之側室合佳氏、多羅克勤郡王之側室佟佳氏康佳氏封為側福晉事致內務府》。
  - 側福晉司佳氏，中國第一歷史檔案館有藏光绪十七年八月克勤郡王门上包衣参领于惇仁《为呈报克勤郡王之庶福晋司佳氏所生第八格格病故事 》，以及光绪二十一年十二月十三日礼部《为知照亲王衔多罗克勤郡王晋祺之媵妾司佳氏封为侧福晋事致内务府》。
  - 媵妾關佳氏
- 子：[1]

1. 堅，母側福晉佟佳氏
2. 克勤順郡王，母側福晉康佳氏
3. 奎，母側福晉佟佳氏
4. 頭品頂戴熙，母側福晉司佳氏
5. 燾，母側福晉司佳氏
6. 煇，母側福晉司佳氏
7. 煜，母側福晉司佳氏
8. 棟，母側福晉司佳氏